# Entomophthora muscae
Entomophthora muscae är en svampart som först beskrevs av Ferdinand Julius Cohn, och fick sitt nu gällande namn av Johann Baptist Georg Wolfgang Fresenius 1856. Entomophthora muscae ingår i släktet Entomophthora och familjen Entomophthoraceae. Inga underarter finns listade i Catalogue of Life.

## Källor

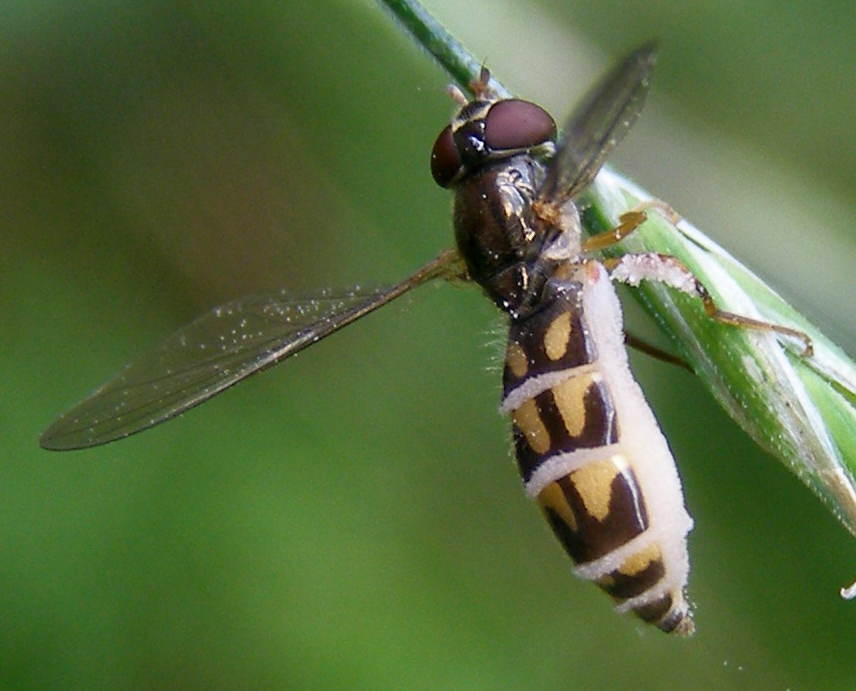